# Halowe Mistrzostwa Europy w Lekkoatletyce 2019 – pięciobój kobiet
Pięciobój kobiet – jedna z konkurencji technicznych rozgrywanych podczas halowych lekkoatletycznych mistrzostw Europy w hali Emirates Arena w Glasgow. Tytułu mistrzyni sprzed dwóch lat nie broniła Belgijka Nafissatou Thiam.

## Terminarz
| Data    | Godzina |                           |
| ------- | ------- | ------------------------- |
| 1 marca | 10:05   | Bieg na 60 m przez płotki |
| 1 marca | 10:45   | Skok wzwyż                |
| 1 marca | 13:15   | Pchnięcie kulą            |
| 1 marca | 19:04   | Skok w dal                |
| 1 marca | 21:23   | Bieg na 800 m             |

## Statystyka

### Rekordy
Tabela prezentuje halowy rekord świata, rekord Europy w hali, rekord halowych mistrzostw Europy, a także najlepsze osiągnięcia w hali w Europie i na świecie w sezonie 2019 przed rozpoczęciem mistrzostw.
|                                               | Zawodniczka               | Wynik | Miejsce | Data                |
| --------------------------------------------- | ------------------------- | ----- | ------- | ------------------- |
| Rekord świata                                 | Natala Dobrynśka          | 5013  | Stambuł | 9 marca 2012(dts)   |
| Rekord Europy                                 | Natala Dobrynśka          | 5013  | Stambuł | 9 marca 2012(dts)   |
| Rekord mistrzostw Europy                      | Katarina Johnson-Thompson | 5000  | Praga   | 6 marca 2015(dts)   |
| Najlepszy wynik na świecie w 2019 roku (hala) | Solène Ndama              | 4672  | Miramas | 17 lutego 2019(dts) |
| Najlepszy wynik w Europie w 2019 roku (hala)  | Solène Ndama              | 4672  | Miramas | 17 lutego 2019(dts) |

### Najlepsze wyniki w Europie
Poniższa tabela przedstawia 10 najlepszych rezultatów na Starym Kontynencie w sezonie 2019 przed rozpoczęciem mistrzostw.

W zestawieniu nie ujęto rosyjskich lekkoatletów zawieszonych z powodu afery dopingowej.
| Pozycja | Zawodniczka         | Reprezentacja   | Wynik | Data                | Miejsce    |
| ------- | ------------------- | --------------- | ----- | ------------------- | ---------- |
| 1.      | Solène Ndama        | Francja         | 4672  | 17 lutego(dts) br   | Miramas    |
| 2.      | Alina Szuch         | Ukraina         | 4581  | 7 lutego(dts) br    | Sumy       |
| 3.      | Hanne Maudens       | Belgia          | 4569  | 3 lutego(dts) br    | Gandawa    |
| 4.      | Niamh Emerson       | Wielka Brytania | 4544  | 27 stycznia(dts) br | Cardiff    |
| 5.      | Géraldine Ruckstuhl | Szwajcaria      | 4489  | 3 lutego(dts) br    | Magglingen |
| 6.      | Verena Preiner      | Austria         | 4482  | 3 lutego(dts) br    | Linz       |
| 7.      | Xénia Krizsán       | Węgry           | 4463  | 10 lutego(dts) br   | Budapeszt  |
| 8.      | Eliška Klučinová    | Czechy          | 4462  | 9 lutego(dts) br    | Praga      |
| 9.      | Laura Ikauniece     | Łotwa           | 4454  | 3 lutego(dts) br    | Tallinn    |
| 10.     | María Vicente       | Hiszpania       | 4412  | 16 lutego(dts) br   | Antequera  |

Pogrubioną czcionką oznaczono zawodniczki, które wystartowały na mistrzostwach.

## Rezultaty
Do rywalizacji przystąpiło 12 zawodniczek.

### Bieg na 60 metrów przez płotki
Opracowano na podstawie materiału źródłowego.
| Poz | Bieg | Zawodniczka               | Państwo         | Czas | Punkty | Uwagi |
| --- | ---- | ------------------------- | --------------- | ---- | ------ | ----- |
| 1.  | 2    | Solène Ndama              | Francja         | 8,09 | 1109   | CB    |
| 3.  | 2    | Katarina Johnson-Thompson | Wielka Brytania | 8,27 | 1068   | =     |
| 3.  | 2    | Laura Ikauniece           | Łotwa           | 8,29 | 1064   | PB    |
| 4.  | 2    | Anouk Vetter              | Holandia        | 8,33 | 1055   | SB    |
| 5.  | 2    | María Vicente             | Hiszpania       | 8,36 | 1048   |       |
| 6.  | 1    | Verena Preiner            | Austria         | 8,38 | 1044   | SB    |
| 7.  | 2    | Xénia Krizsán             | Węgry           | 8,45 | 1028   |       |
| 8.  | 2    | Ivona Dadic               | Austria         | 8,53 | 1010   | SB    |
| 9.  | 2    | Niamh Emerson             | Wielka Brytania | 8,54 | 1008   | PB    |
| 10. | 1    | Hanne Maudens             | Belgia          | 8,59 | 997    | =     |
| 11. | 1    | Eliška Klučinová          | Czechy          | 8,74 | 965    |       |
| 12. | 1    | Alina Szuch               | Ukraina         | 8,89 | 933    |       |

### Skok wzwyż
Opracowano na podstawie materiału źródłowego.
| Poz. | Zawodniczka               | Państwo         | #1,60 | #1,63 | #1,66 | #1,69 | #1,72 | #1,75 | #1,78 | #1,81 | #1,84 | #1,87 | #1,90 | #1,93 | #1,96 | #1,99 | Rezultat | Punkty | Uwagi | Razem po 2/5 |
| ---- | ------------------------- | --------------- | ----- | ----- | ----- | ----- | ----- | ----- | ----- | ----- | ----- | ----- | ----- | ----- | ----- | ----- | -------- | ------ | ----- | ------------ |
| 1.   | Katarina Johnson-Thompson | Wielka Brytania | –     | –     | –     | –     | –     | –     | –     | o     | o     | xo    | xo    | xo    | o     | xxx   | 1,96     | 1184   | CB    | 2252         |
| 2.   | Niamh Emerson             | Wielka Brytania | –     | –     | –     | –     | –     | o     | o     | xo    | o     | xxx   |       |       |       |       | 1,87     | 1067   | =     | 2075         |
| 3.   | Ivona Dadic               | Austria         | –     | –     | –     | o     | o     | o     | o     | o     | o     | xxx   |       |       |       |       | 1,84     | 1029   | SB    | 2039         |
| 3.   | Laura Ikauniece           | Łotwa           | –     | –     | –     | –     | o     | o     | o     | o     | xxo   | xxx   |       |       |       |       | 1,84     | SB     | 2093  |              |
| 3.   | Alina Szuch               | Ukraina         | –     | –     | –     | –     | o     | o     | o     | o     | xxo   | xxx   |       |       |       |       | 1,84     | SB     | 1962  |              |
| 6.   | Xénia Krizsán             | Węgry           | –     | o     | –     | o     | o     | o     | xo    | xxx   |       |       |       |       |       |       | 1,78     | 953    | SB    | 1981         |
| 6.   | Solène Ndama              | Francja         | –     | –     | o     | o     | o     | xo    | xxo   | xxx   |       |       |       |       |       |       | 1,78     | 953    | PB    | 2062         |
| 8.   | María Vicente             | Hiszpania       | o     | –     | o     | –     | xo    | o     | xxx   |       |       |       |       |       |       |       | 1,75     | 916    |       | 1964         |
| 8.   | Hanne Maudens             | Belgia          | –     | –     | o     | o     | o     | xo    | xxx   |       |       |       |       |       |       |       | 1,75     | 916    |       | 1913         |
| 8.   | Verena Preiner            | Austria         | –     | o     | o     | o     | o     | xo    | xxx   |       |       |       |       |       |       |       | 1,75     | 916    | PB    | 1960         |
| 8.   | Anouk Vetter              | Holandia        | –     | –     | o     | o     | o     | xo    | xxx   |       |       |       |       |       |       |       | 1,75     | 916    |       | 1971         |
| 12.  | Eliška Klučinová          | Czechy          | –     | –     | –     | –     | o     | –     | xxx   |       |       |       |       |       |       |       | 1,72     | 879    |       | 1844         |

### Pchnięcie kulą
Opracowano na podstawie materiału źródłowego.
| Poz. | Zawodniczka               | Państwo         | #1    | #2    | #3    | Rezultat | Punkty | Uwagi | Punkty po 3/5 |
| ---- | ------------------------- | --------------- | ----- | ----- | ----- | -------- | ------ | ----- | ------------- |
| 1.   | Anouk Vetter              | Holandia        | 15,40 | 14,75 | x     | 15,40    | 888    |       | 2859          |
| 2.   | Eliška Klučinová          | Czechy          | x     | 14,73 | 14,43 | 14,73    | 843    |       | 2687          |
| 3.   | Verena Preiner            | Austria         | 14,32 | x     | 14,10 | 14,32    | 815    |       | 2775          |
| 4.   | Alina Szuch               | Ukraina         | 13,72 | x     | 14,28 | 14,28    | 813    |       | 2775          |
| 5.   | Solène Ndama              | Francja         | 13,50 | 12,95 | 14,23 | 14,23    | 809    |       | 2871          |
| 6.   | Xénia Krizsán             | Węgry           | 14,01 | 14,17 | 14,16 | 14,17    | 805    | SB    | 2786          |
| 7.   | Niamh Emerson             | Wielka Brytania | 13,93 | x     | 12,80 | 13,93    | 789    | PB    | 2864          |
| 8.   | Ivona Dadic               | Austria         | 13,33 | x     | x     | 13,33    | 749    |       | 2788          |
| 9.   | Laura Ikauniece           | Łotwa           | 13,32 | 13,19 | x     | 13,31    | 748    |       | 2841          |
| 10.  | Katarina Johnson-Thompson | Wielka Brytania | 13,15 | 12,19 | 12,82 | 13,15    | 737    | PB    | 2989          |
| 11.  | Hanne Maudens             | Belgia          | 13,04 | 12,74 | 12,94 | 13,04    | 730    |       | 2643          |
| 12.  | María Vicente             | Hiszpania       | 12,31 | 12,82 | 12,79 | 12,82    | 715    | PB    | 2679          |

### Skok w dal
Opracowano na podstawie materiału źródłowego.
| Poz. | Zawodniczka               | Państwo         | #1   | #2   | #3   | Rezultat | Punkty | Uwagi | Punkty po 4/5 |
| ---- | ------------------------- | --------------- | ---- | ---- | ---- | -------- | ------ | ----- | ------------- |
| 1.   | Katarina Johnson-Thompson | Wielka Brytania | x    | 6,53 | x    | 6,53     | 1017   | SB    | 4006          |
| 2.   | Ivona Dadic               | Austria         | 6,06 | x    | 6,42 | 6,42     | 981    | PB    | 3769          |
| 3.   | María Vicente             | Hiszpania       | 6,33 | 6,31 | 6,26 | 6,33     | 953    |       | 3622          |
| 3.   | Laura Ikauniece           | Łotwa           | 6,12 | 6,33 | 6,31 | 6,33     | 953    | SB    | 3794          |
| 3.   | Hanne Maudens             | Belgia          | 6,33 | 6,20 | 6,07 | 6,33     | 953    |       | 3596          |
| 6.   | Niamh Emerson             | Wielka Brytania | 5,96 | 5,92 | 6,29 | 6,29     | 940    | PB    | 3804          |
| 7.   | Solène Ndama              | Francja         | 6,21 | x    | 6,11 | 6,21     | 915    |       | 3786          |
| 8.   | Verena Preiner            | Austria         | 6,15 | 6,13 | 6,01 | 6,15     | 896    | PB    | 3671          |
| 9.   | Xénia Krizsán             | Węgry           | 6,00 | 6,05 | x    | 6,05     | 865    |       | 3651          |
| 10.  | Eliška Klučinová          | Czechy          | 5,94 | 5,89 | 5,83 | 5,94     | 831    |       | 3518          |
| 11.  | Alina Szuch               | Ukraina         | 5,84 | 5,54 | x    | 5,84     | 801    |       | 3576          |
| 12.  | Anouk Vetter              | Holandia        |      |      |      | DNS      | DNS    |       |               |

### Bieg na 800 metrów
Opracowano na podstawie materiału źródłowego.
| Poz. | Zawodniczka               | Państwo         | Czas    | Punkty | Uwagi |
| ---- | ------------------------- | --------------- | ------- | ------ | ----- |
| 1.   | Katarina Johnson-Thompson | Wielka Brytania | 2:09,13 | 977    | CB    |
| 2.   | Verena Preiner            | Austria         | 2:09,91 | 966    |       |
| 3.   | Xénia Krizsán             | Węgry           | 2:10,50 | 957    | PB    |
| 4.   | Solène Ndama              | Francja         | 2:11,52 | 937    | PB    |
| 5.   | Ivona Dadic               | Austria         | 2:12,15 | 933    | PB    |
| 6.   | Niamh Emerson             | Wielka Brytania | 2:12,56 | 927    | PB    |
| 7.   | Laura Ikauniece           | Łotwa           | 2:14,01 | 907    | PB    |
| 8.   | Hanne Maudens             | Belgia          | 2:18,47 | 844    |       |
| 9.   | María Vicente             | Hiszpania       | 2:27,00 | 731    |       |
| –    | Eliška Klučinová          | Czechy          | DNS     | 0      | DNF   |
| –    | Alina Szuch               | Ukraina         | DNS     | 0      | DNS   |

### Końcowa klasyfikacja
Opracowano na podstawie materiału źródłowego.
     Rekordy życiowe w poszczególnych konkurencjach
| Poz. | Zawodniczka               | Narodowość      | 60m ppł | Wzwyż | Kula  | W dal | 800m    | Punkty | Uwagi |
| ---- | ------------------------- | --------------- | ------- | ----- | ----- | ----- | ------- | ------ | ----- |
| 01 ! | Katarina Johnson-Thompson | Wielka Brytania | 8,27    | 1,96  | 13,15 | 6,53  | 2:09,13 | 4983   | WL    |
| 02 ! | Niamh Emerson             | Wielka Brytania | 8,54    | 1,87  | 13,93 | 6,29  | 2:12,56 | 4731   | PB    |
| 03 ! | Solène Ndama              | Francja         | 8,09    | 1,78  | 14,24 | 6,21  | 2:11,52 | 4723   | =     |
| 4.   | Ivona Dadic               | Austria         | 8,53    | 1,84  | 13,33 | 6,42  | 2:12,15 | 4702   |       |
| 5.   | Laura Ikauniece           | Łotwa           | 8,29    | 1,84  | 13,32 | 6,33  | 2:14,01 | 4701   | NR    |
| 6.   | Verena Preiner            | Austria         | 8,38    | 1,75  | 14,32 | 6,15  | 2:09,91 | 4637   | PB    |
| 7.   | Xénia Krizsán             | Węgry           | 8,45    | 1,78  | 14,17 | 6,05  | 2:10,50 | 4608   | SB    |
| 8.   | Hanne Maudens             | Belgia          | 8,59    | 1,75  | 13,04 | 6,33  | 2:18,47 | 4440   |       |
| 9.   | María Vicente             | Hiszpania       | 8,36    | 1,75  | 12,82 | 6,33  | 2:27,00 | 4363   |       |
| 10.  | Eliška Klučinová          | Czechy          | 8,74    | 1,72  | 14,73 | 5,94  | DNF     | 3518   |       |
| –    | Alina Szuch               | Ukraina         | 8,89    | 1,84  | 14,28 | 5,84  | DNS     | DNF    | DNF   |
| –    | Anouk Vetter              | Holandia        | 8,33    | 1,75  | 15,40 | DNS   | –       | DNF    | DNF   |